# Folk-Rock

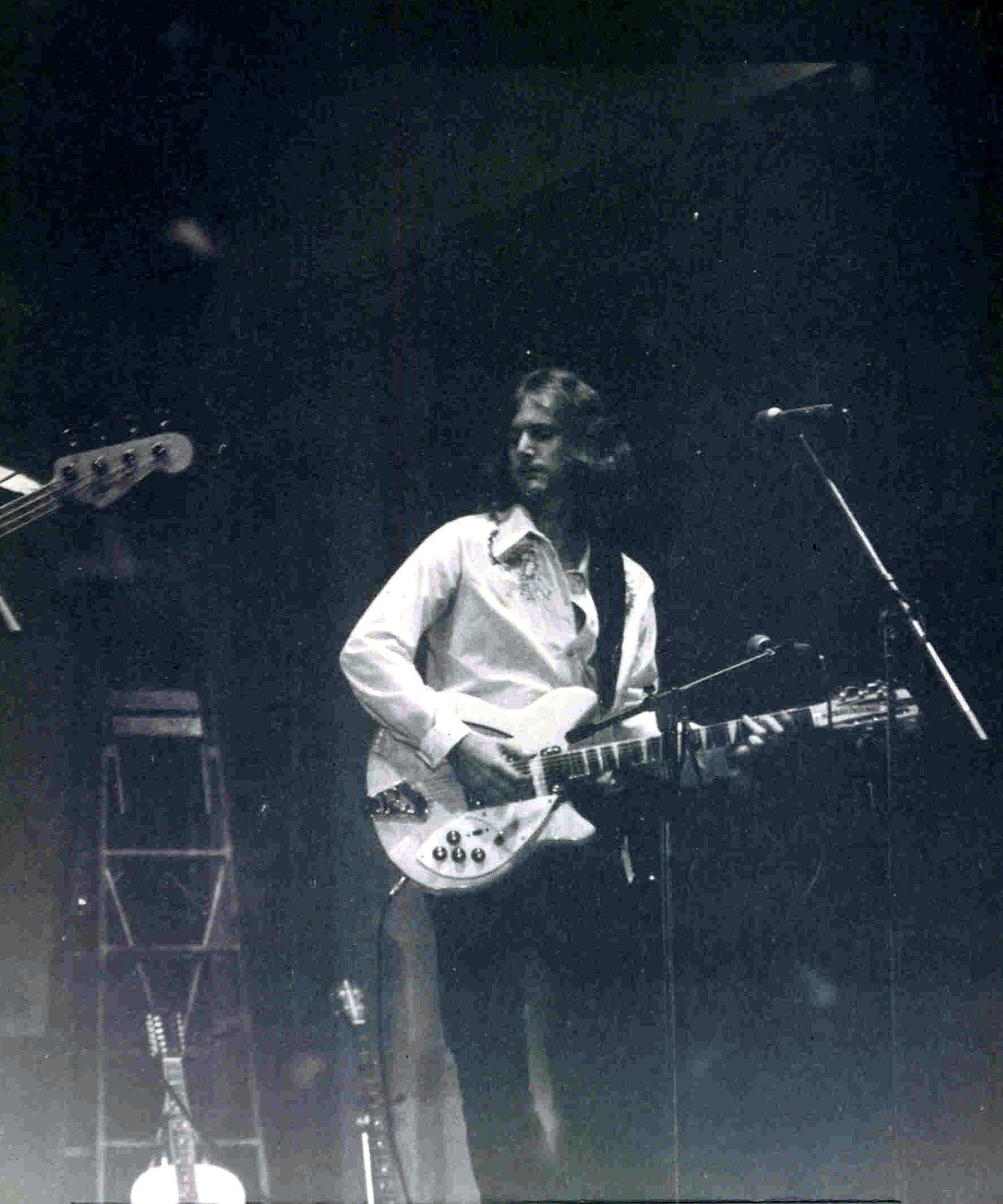
Roger McGuinn

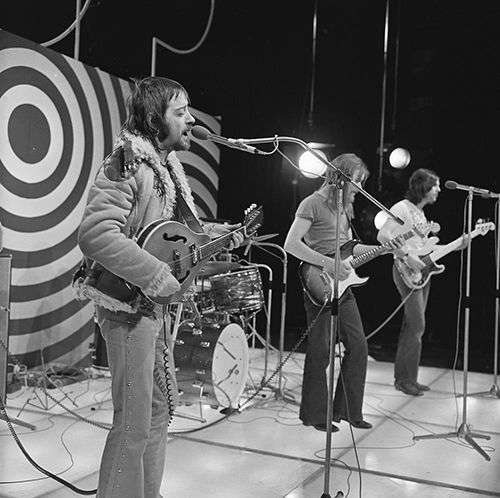
Fairport Convention

Folk-Rock, auch Folk Rock oder Folkrock, ist eine Musikrichtung, die eine Synthese aus Folk und Rockmusik darstellt.

## Elektrifizierte Folkmusik
Der ursprüngliche Folk-Rock entstand in den 1960er Jahren in den Vereinigten Staaten und Kanada. Typisch sind dichte Gesangsharmonien sowie ein relativ effekt- und verzerrungsfreier Klang der elektrischen Instrumente, verkörpert etwa durch den Sound des Byrds-Gitarristen Roger McGuinn. Das Repertoire ist teilweise an den eigentlichen Folk, deutlicher jedoch an Singer-Songwriter aus dem Folk-Umfeld wie Bob Dylan angelehnt. Auch akustische Instrumente werden eingesetzt.

## Anglo-keltischer Folk-Rock
Diese Variante des Folk-Rock mündete im British Folk Rock (auch Electric Folk) der späten 1960er Jahre. Ausgehend vom nordamerikanischen Folk-Rock war es neben einigen anderen vor allem die stilprägende Band Fairport Convention, die bewusst Elemente des britischen Folk in ihre Musik aufnahm. Kurz darauf begann die ursprünglich eher traditionelle Folkgruppe Steeleye Span verstärkt Elemente der Rockmusik in ihre Stücke einzubauen und erzielte ähnliche Ergebnisse. Nachdem die Mischung aus irischem Folk und Rock auf diese Weise einen gewissen Ruhm erlangt hatte, besannen sich auch Bands aus Irland wie Horslips auf diese Art von Musik. Diese Entwicklung hin zur Rockmusik inspirierte selbst wiederum einige neue Spielarten, darunter den englischen Folk-Rock.
Erwähnenswert ist auch die Strömung des Celtic Rock, die stilistische Elemente der Folkmusik Irlands, Schottlands, Cornwalls und der Bretagne adaptierte. Prägend für diese Variante war neben der irischen Band Clannad der bretonische Harfenist und Sänger Alan Stivell, der über die Grenzen Frankreichs hinaus die Stilistik populär machte und oft als „Vater des Celtic Rock“ bezeichnet wird. Zumindest in der ersten Hälfte der 1970er Jahre stand der Celtic Rock seinen Wurzeln im Folk sehr nahe, die Stücke bezogen sich deutlich auf die traditionellen keltischen Fiddle- und Harfenmelodien und sogar Gesangsweisen, jedoch verzichteten sie nicht auf Gitarrenverstärker und Schlagzeug. Im Laufe der Jahre wandten sich viele Interpreten, darunter auch Clannad und Stivell, zunehmend esoterischen oder von New Age geprägten Inhalten zu, ohne jedoch ihre folkloristischen Wurzeln ganz hinter sich zu lassen.

## Abgrenzung
Im weiteren Sinn umfasst der Begriff Folk-Rock auch weitere vergleichbare Musikrichtungen und Strömungen in der englischsprachigen Welt, ihren keltischen Randgebieten und bis zu einem gewissen Grad auch in anderen europäischen Gebieten. Ähnlich wie das Genre selbst sind seine Grenzen schwer zu definieren. Instrumentierung, Spiel- und Gesangsweise sowie die Auswahl des Materials des Folk-Rocks können wahlweise stärker dem Folk oder der Rockmusik nachempfunden sein. Obwohl als Ursprung des eigentlichen Folk-Rocks vor allem die Musik der weißen englischsprachigen Nordamerikaner angeführt wird, ist nicht eindeutig abgegrenzt, welche anderen Folk-Kulturen ebenfalls als Einfluss in Betracht kommen. Die Bezeichnung wird im Regelfall nicht auf bluesbasierte oder andere Musik afroamerikanischen Ursprungs angewendet, ebenso wenig wie auf cajunbasierte Musik und insbesondere seit den 1980er Jahren auch nicht auf die Musik anderer außereuropäischer Bevölkerungsgruppen, die seitdem generell eher als Weltmusik eingestuft wird.